# Pastry
Pastry est un réseau de recouvrement de type table de hachage distribuée pour les réseaux pair à pair (P2P), similaire au projet P2P Chord.